# Achiab
Achiab (I wiek p.n.e.) – kuzyn Heroda Wielkiego.
Przypuszczalnie był synem Józefa I z pierwszego małżeństwa.
W 28/27 p.n.e. był jednym z dowódców garnizonu w Jerozolimie. W 5 lub 4 p.n.e. za jego sprawą Herod Wielki porzucił zamiar samobójstwa.
Po śmierci Heroda Achiab przyłączył się do idumejskiej rebelii. Po przybyciu rzymskiego legata Warusa namówił przywódców buntu do poddania się Rzymianom.